# Pseudetaxalus alboguttatus
Pseudetaxalus alboguttatus är en skalbaggsart som beskrevs av Stefan von Breuning 1939. Pseudetaxalus alboguttatus ingår i släktet Pseudetaxalus och familjen långhorningar.
Artens utbredningsområde är Burma. Inga underarter finns listade i Catalogue of Life.